# Parari
Parari là một đô thị thuộc bang Paraíba, Brasil. Đô thị này có diện tích 128,483 km², dân số năm 2007 là 1467 người, mật độ 11,4 người/km².